# بحران‌های بانکداری
بحران‌های بانکداری به سه دسته هجوم بانکی، وحشت بانکی و بحران بانکی نظام مند تقسیم بندی می‌شوند:

## هجوم بانکی
هجوم بانکی یا هجوم به بانک در یک نظام بانکداری ذخیره جزئی رخ می‌دهد هنگامی که تعداد زیادی از مشتریان از سپرده هایشان در یک نهاد مالی هم‌زمان برداشت می‌کنند و پول آن را یا نقد نگه می‌دارند یا اوراق قرضه دولتی و فلزهای گرانبها، می‌خرند یا پولشان را به یک نهاد امن تر منتقل می‌کنند زیرا بر این باورند که نهاد مالی یا توانایی پرداخت دیون خود را ندارد یا ممکن است نداشته باشد. همانطوری‌که یک هجوم بانکی ادامه می‌یابد، از طریق پیشگویی‌های تحقق زا (یا حلقه بازخورد مثبت) شتاب می‌یابد، همانطوری‌که افراد بیشتری از سپرده هایشان برداشت می‌کنند، احتمال سوخت افزایش می‌یابد، بنابراین برداشت‌های بیشتری صورت می‌گیرد. این رویداد می‌تواند بانک را بی‌ثبات کند تا بدان حد که پول نقدش تمام شود و با ورشکستگی ناگهانی مواجه شود
وحشت بانکی یا وحشت بانکداری یک بحران مالی است که هنگامی رخ می‌دهد که بسیاری از بانک‌ها از هجوم بانکی هم‌زمان رنج می‌برند، در حقیقت این نوع بحران زمانی رخ می‌دهد که مردم به‌طور ناگهانی می‌کوشند که سپرده‌های در تهدید سوختشان را به پول نقد تبدیل کنند یا تلاش می‌کنند که با همدیگر از نظام بانکی داخلی خارج شوند. اما بحران بانکی سیستمی هنگامی رخ می‌دهد که تقریباً همه سرمایه بانکداری در یک کشور محو شود. زنجیره ورشکستگی‌ها می‌تواند منجر به یک کسادی اقتصادی طولانی مدت شود همانطوری‌که مصرف کنندگان و کسب و کارهای داخلی دچار قحطی سرمایه می‌شوند، هم‌زمان نظام بانکداری داخلی نیز تعطیل می‌شود. بر طبق گفته رئیس اسبق فدرال رزرو بن برنانکی، رکود بزرگ به وسیله فدرال رزرو ایجاد شد، و بیشتر زیان اقتصادی مستقیماً به وسیله هجوم‌های بانکی ایجاد شد. هزینه رفع بحران بانکداری سیستمی می‌تواند خیلی زیاد باشد، برای مثال هزینه‌های مالی متوسط ۱۳٪ GDP و زیان‌های تولید اقتصادی به‌طور متوسط ۲۰٪ GDP برای بحرانهای مهم از سال ۱۹۷۰ تا سال ۲۰۰۷ برآورد شده‌است.
روش‌های مختلفی برای جلوگیری یا کاهش دادن اثرات هجوم‌های بانکی استفاده شده‌است. این روش‌ها شامل: نجات‌های مالی دولتی، نظارت و قوانین برای بانک‌های تجاری، سازماندهی بانک‌های مرکزی که به عنوان آخرین وام دهنده عمل می‌کنند، حمایت از نظام‌های بیمه سپرده مانند شرکت بیمه سپرده فدرال ایالات متحده و بعد از اینکه یک هجوم بانکی شروع شد، معلق کردن موقتی برداشت از سپرده ها. این روش‌ها همیشه موفقیت‌آمیز نخواهد بود، برای مثال، حتی با وجود بیمه سپرده، سپرده گذاران ممکن است هنوز انگیزه برای برداشت از سپرده هایشان را داشته باشند زیرا فکر می‌کنند که ممکن است در طول بازسازماندهی بانک دسترسی فوری به سپرده هایشان را نداشته باشند.

## پیشینه
هجوم‌های بانکی در آغاز به عنوان بخشی از چرخه‌های گسترش اعتبار و انقباض‌های متعاقبش ظاهر شدند. در قرن شانزدهم به بعد، زرگرهای انگلیسی که سفته منتشر می‌کردند، از ورشکستگی‌های شدید به دلیل برداشت‌های بد رنج بردند، بخش‌های زیادی از کشور دچار قحطی و ناآرامی شدند. مثال‌های دیگر عبارتند از شیدایی‌های لاله‌های آلمانی (Tulip manias 1634-1637) حباب دریای جنوب بریتانیا(۱۷۱۷-۱۷۱۹) شرکت می‌سی‌سی‌پی فرانسه (۱۷۱۷-۱۷۲۰)، رکود پس از ناپلئون (۱۸۱۵-۱۸۳۰) و رکود بزرگ(۱۹۲۹-۱۹۳۹).
بسیاری از کسادی‌ها در آمریکا به وسیله وحشت‌های بانکی ایجاد شدند. رکود بزرگ شامل چندین بحران بانکی بود، این بحران‌ها شامل هجوم به بانک‌های گوناگون از سال ۱۹۲۹ تا ۱۹۳۳ می‌شدند. برخی از این بحرانها خاص منطقه ایالات متحده بودند. وحشت‌های بانکی در نوامبر ۱۹۳۰ شروع شدند، یک سال بعد سقوط بازار سهام به وسیله فروپاشی یک رشته بانک‌ها در تِنِسی(Tennessee) و کنتاکی(Kentucky) آغاز شد، و شبکه‌های وابسته به آن‌ها را مختل کرد. در دسامبر، شهر نیویورک هجوم‌های بانکی گسترده‌ای را تجربه کرد. فیلادلفیا با هجوم‌های بانکی یک هفته بعد مواجه شد، ولی با اقدام سریع به وسیله بانک‌های پیشرو شهر و فدرال رزرو با موفقیت از آن جلوگیری شد. برداشت از سپرده‌ها پس از اینکه رسوایی‌های شرکت‌های مختلط مالی در نیویورک و لس آنجلس آشکار گردید، بدتر شد. بیشتر خسارت اقتصادی رکود مستقیماً به وسیله هجوم‌های بانکی ایجاد شد. میلتون فریدمن و آنا شوارتز بحث کردند که برداشت‌های مداوم از بانک‌ها به وسیله سپرده گذاران عصبانی به وسیله اخبار هجوم‌های بانکی پاییز ۱۹۳۰ الهام شد و بانک‌ها مجبور شدند که وامهای خود را نقد کنند، که مستقیماً منجر به کاهش عرضه پول شد و اقتصاد را منقبض کرد هجوم‌های بانکی در ایالات متحده برای چندین سال بعد نیز به اذیت کردن خود ادامه دادند.
بحران مالی جهانی که در سال ۲۰۰۷ شروع شد دور ورشکستگی‌های نقدینگی بازار متمرکز شده بود که قابل مقایسه با یک هجوم بانکی بود. این بحران شامل موجی از ملی‌سازی بانک‌ها شد مانند بانک‌های وابسته به نورثرن راک (Northern Rock) در انگلیس و ایندی مک (Indy Mac) در ایالات متحده. این بحران به وسیله نرخ‌های بهره واقعی پایین ایجاد شد که محرک تشکیل یک حباب قیمت دارایی بودند و به وسیله محصولات مالی جدید سوخت‌گیری می‌شدند.

## نظریه
تحت بانکداری ذخیره جزئی، نوعی از بانکداری که اخیراً در اکثر کشورهای توسعه یافته‌استفاده می‌شود، بانک‌ها تنها یک کسری از سپرده‌های دیداری را به عنوان پول نقد نزد خود نگه می‌دارند. بقیه سپرده‌ها در اوراق بهادار و وام‌ها سرمایه‌گذاری می‌شود که معمولاً دوره اش بلندتر از سپرده‌های دیداری است، این امر باعث ایجاد عدم تطابق دارایی با بدهی می‌شود. هیچ بانکی ذخایر کافی برای پاسخگویی به برداشت هم‌زمان از سپرده‌ها را در دست ندارد.
دیاموند و دیبویگ الگویی را توسعه دادند که توضیح می‌دهد چرا هجوم‌های بانکی رخ می‌دهد و چرا بانک‌ها سپرده‌هایی را می‌پذیرند که نقدتر از دارایی هایشان است. بر طبق این الگو، بانک‌ها به عنوان یک واسطه میان قرض گیرندگان که وام‌های با سررسید طولانی مدت را ترجیح می‌دهند و سپرده گذاران که حساب‌های نقد را ترجیح می‌دهند عمل می‌کنند. الگوی دیاموند و دیبویگ مثالی از یک بازی اقتصادی را با بیشتر از یک تعادل نش ارائه می‌کند، که برای سپرده گذاران انفرادی منطقی است که به محض بدگمانی درباره احتمال شروع هجوم بانکی، به این هجوم بپیوندند علی‌رغم اینکه هجوم آن‌ها باعث فروپاشی بانک شود.
در این الگو، سرمایه‌گذاری تجاری مستلزم مخارجی در حال حاضر است که بازده‌هایی را در آینده به دنبال دارد. یک شرکت تجاری یا کارآفرین که نیاز دارد که قرض بگیرد تا سرمایه‌گذاری خود را تأمین مالی کند، می‌داند که سرمایه‌گذاریش در بلندمدت بازده ایجاد می‌کند و در نتیجه ترجیح می‌دهد که وامهای با سررسید بلندمدت بگیرد، که نقدینگی کمتری برای قرض دهنده به دنبال دارد. خانوارها و بنگاههایی که پول اضافی برای قرض دادن به این کسب و کارها دارندممکن است نیازهای پیش‌بینی نشده و ناگهانی برای پول نقد داشته باشند، بنابراین آن‌ها تمایل دارند که تنها به شرط ضمانت دسترسی فوری به پولهایشان به شکل حساب‌های سپرده‌های دیداری حاضر به قرض دادن شوند یعنی حسابهایی با کوتاه‌ترین سر رسید ممکن داشته باشند. از انجایی که قرض گیرندگان به پول نیاز دارند و سپرده گذاران شخصاً از وام دادن ترس دارند، بانک‌ها خدمتی ارزشمند را به وسیله جمع‌آوری وجوه از سپرده‌های فردی ارائه می‌کنند، این سپرده‌ها را تبدیل به وام‌هایی برای قرض گیرندگان می‌کنند و ریسک‌های سوخت و تقاضای ناگهانی برای پول نقد را تقبل می‌کنند. بانک‌ها می‌توانند بهره‌های بسیار بالاتری را روی وام‌های بلندمدت نسبت به پرداخت بهره به سپرده‌های دیداری، مطالبه کنند و از این طریق سود خود را بدست آورند.
اگر تعداد کمی از سپرده گذاران هم‌زمان از سپرده هایشان برداشت کنند، مشکلی رخ نخواهد داد. در حقیقت نیاز هم‌زمان به پول نقد از طرف سپرده گذاران احتمال خیلی ضعیفی دارد یعنی بانک‌ها می‌توانند انتظار داشته باشند تنها یک درصد کمی از حساب‌ها در یک روز برداشت می‌شوند چون نیازهای مخارجی افراد ناهمبسته است. یک بانک می‌تواند با افق بلندمدت وام دهد و پول نسبتاً کمی را برای برداشت از حساب سپرده‌ها توسط سپرده گذاران را نزد خود نگه دارد.
البته، اگر خیلی از سپرده گذاران هم‌زمان از حساب خود برداشت کنند، بانک ممکن است دچار کمبود نقدینگی شود، در نتیجه سپرده گذاران برای برداشت از سپرده هایشان هجوم خواهند اورد، این امر بانک را مجبور می‌کند که بسیاری از دارایی‌هایش را با یک زیان نقد کند و عاقبت در صورت ادامه یافتن هجوم بانکی ممکن است ورشکست شود. اگر چنین بانکی بکوشد که وامهایش را زود مطالبه کند، تولید و کسب و کارها مختل خواهد شد و منجر به زیانهای بیشتری برای اقتصاد خواهد شد. با این وجود، بسیاری از بدهکاران قادر نخواهند بود که عندالمطالبه بدهی‌های خود را به بانک بازپرداخت کنند، و اعلام ورشکستگی خواهند کرد، و شاید این دیگر بستانکاران مربوطه را نیز تحت تأثیر قرار دهد.
یک هجوم بانکی حتی می‌تواند به وسیله یک داستان دروغین شروع شود. حتی سپرده گذارانی که می‌دانند داستان دروغ است، انگیزهٔ لازم برای برداشت از حساب خود را خواهند داشت، زیرا گمان می‌کنند که دیگر سپرده گذاران داستان را باور دارند. این داستان یک پیشگویی تحقق زا می‌شود. در واقع رابرت مرتون که اصطلاح پیشگویی تحقق زا را نام‌گذاری کرد، از هجوم‌های بانکی به عنوان نمونه اولیه این مفهوم در کتابش Social Theory and Structure نام می‌برد. مروین کینگ، رئیس کل بانک انگلیس بیان کرده‌است که عقلایی نیست که یک هجوم بانکی را شروع کنی ولی عقلایی است که در صورت شروع آن در آن مشارکت کنی.

## بحران‌های بانکداری نظام مند
یک هجوم بانکی، برداشت ناگهانی سپرده‌های یک بانک است. یک وحشت بانکی یا وحشت بانکداری یک بحران مالی است که هنگامی رخ می‌دهد که خیلی از بانک‌ها دچار هجوم‌های هم‌زمان شوند. در یک بحران بانکداری نظام مند همه یا تقریباً همهٔ سرمایه بانکداری در یک کشور محو می‌شود؛ این می‌تواند هنگامی ایجاد شود که قانون گذاران ریسک‌های نظام مند و اثرات سرایتی را نادیده می‌گیرند.
بحران‌های بانکداری نظام مند به هزینه‌های مالی سرسام‌آور و زیانهای تولیدی بزرگ نسبت داده می‌شوند. مکرراً حمایت‌های نقدینگی اضطراری و ضمانت‌های کلی برای جلوگیری از چنین بحران‌هایی به کار برده شده‌اند، که همیشه موفقیت‌آمیز نبوده است. اگر یک بحران به وسیله سیاست‌های مالی ناپایدار به راه انداخته شده باشد، سیاست‌های مالی انبساطی معمولاً استفاده می‌شوند. در بحران‌های نقدینگی و توانایی پرداخت دیون، بانک‌های مرکزی می‌توانند برای پشتیبانی از بانک‌های دچار کمبود نقدینگی، نقدینگی ارائه کنند. حفاظت از سپرده گذاران می‌تواند کمک کند به بازیابی اعتماد، اگرچه ممکن است پرخرج باشد و ضرورتاً به بازیابی اقتصادی سرعت نبخشد.
برخی اقدامات نسبت به برخی دیگر در جلوگیری از ریزش اقتصادی و بازیابی نظام بانکداری پس از یک بحران نظام مند موثرند. این اقدامات شامل هدف قرار دادن برنامه‌های کاهش بدهی برای قرض گیرندگان مضطر، برنامه‌های بازسازی شرکت‌ها، شناسایی زیان‌های بانکی، و به اندازه کافی سرمایه دار کردن بانک‌ها می‌باشد. سرعت دخالت سرنوشت ساز است؛ دخالت اغلب پس از مدتی انجام می‌شود به این امید که بانک‌های محجور بتوانند خود را به وسیله پشتیبانی نقدینگی و سست‌سازی مقررات بازیابی کنند. و در پایان این تاخیر فشا را روی اقتصاد افزایش خواهد داد.
یک هجوم خاموش هنگامی رخ می‌دهد که کسری مالی ضمنی از یک افشاء زیان قابل دسترس دولت به بانک‌های دوباره احیا شده(Zombie banks) بقدر کافی بزرگ است که سپرده گذاران آن بانک‌ها را بترساند. همانطوری‌که سپرده گذاران و سرمایه‌گذاران بیشتری شروع به شک در مورد اینکه آیا دولت می‌تواند از نظام بانکداری کشور حمایت کند، می‌کنند، هجوم خاموش روی این نظام می‌تواند منجر به افزایش هزینه‌های تأمین وجوه بانک‌های دوباره احیا شده شود. اگر یک بانک دوباره احیا شده برخی از دارایی‌هایش را در قیمت بازار بفروشد، دارایی‌های باقی‌مانده اش از بخش زیادی از زیان‌های قابل دسترس جلوگیری می‌کند؛ اگر بدهی‌هایش را در نرخ‌های بهره افزایش یافته منتقل کند، سودش را همراه با سود رقبای سالمتر له می‌کند. هرچه هجوم‌های خاموش طولانی تر ادامه یابند، مزایای بیشتری از بانک‌های سالم و مودیان مالیاتی به بانک‌های دوباره احیا شده منتقل می‌شود.
هزینه رفع بحران می‌تواند بسیار زیاد باشد. در بحرانهای بانکداری نظام مند در جهان از ۱۹۷۰ تا ۲۰۰۷ هزینه خالص متوسط بازسرمایه‌سازی ۶٪ GDP بود، هزینه‌های مالی مرتبط با مدیریت این بحران‌ها به‌طور متوسط ۱۳٪ GDP بود و زیان‌های تولید اقتصادی به‌طور متوسط ۲۰٪ GDP در طول چهار سال اول این بحران‌ها بود.

## جلوگیری و تسکین
چندین روش برای کمک به جلوگیری یا تسکین هجوم‌های بانکی به کار برده می‌شود.
بانک‌های انفرادی
برخی از روش‌های جلوگیری از هجوم بانکی در مورد بانک‌های انفرادی جدا از بقیه اقتصاد به شرح زیر است:
- بانک‌ها اغلب سیمای باثباتی را با ساختار سخت و محکم و پوشش محافظه کارانه به تصویر می کشند.[۱۶]
- یک بانک شاید بکوشد که اطلاعاتی که ممکن است جرقه‌ای برای یک هجوم باشد را پنهان کند.برای مثال، در زمان‌های قبل از وجود بیمه سپرده، برای یک بانک عاقلانه بود که سرسرایی بزرگ و خدمات سریع داشته باشد تا از شکل‌گیری صفی از سپرده گذاران که بیرون از بانک در خیابان ایستاده اند جلوگیری کند، زیرا ممکن است این سوء تفاهم را برای عابران پیاده ایجاد کند که یک هجوم بانکی رخ داده است.[۱۷]
- بانک ممکن است بکوشد که شتاب یک هجوم بانکی را به وسیله کند کردن مصنوعیِ عملیات، کاهش دهد. یک روش این است که از بسیاری از دوستان و خانواده کارکنان بانک بخواهید که در صف بایستند و عملیات بانک را تا حد زیادی کند سازند[۱۶].
- زمانبندی تحویل‌های برجستۀ پول نقد می‌تواند مشارکت کنندکان در هجوم بانکی را متقاعد سازد که هیچ نیازی برای برداشت عجولانه سپرده‌ها نیست[۱۶].
- بانک‌ها می‌توانند مشتریان را تشویق کنند که حساب سپرده‌های بلندمدت که قادر به برداشت عندالمطالبه آن نیستند را باز کنند. اگر سپرده‌های بلندمدت یک درصد به قدر کافی بالای بدهی‌ها ی بانک را تشکیل دهند، آسیب‌پذیری به هجوم بانکی به‌طور چشمگیری کاهش می یابد. البته زیانش این است که بانک‌ها باید نرخ بهره بالاتری را برای سپرده‌های بلندمدت بپردازند.
- بانک می‌تواند موقتاً برداشت از سپرده‌ها را معلق کند تا از یک هجوم جلوگیری به عمل آورد؛ در خیلی از موارد تهدید معلق کردن از هجوم جلوگیری می‌کند.[۱۷]
- یک روش دیگر تملک اضطراری یک بانک آسیب پذیر توسط نهادهای دیگر با ذخایر سرمایه بیشتر می‌باشد. این روش عموماً توسط شرکت بیمه سپرده فدرال(FDIC) ایالات متحده استفاده می‌شود که به جای اینکه به سپرده گذاران مستقیماً از وجوه خودش پرداخت کند، از دست بانک‌های محجور رهایی می یابد.[۱۸]
- برای پاک‌سازی پس از ورشکستگی یک بانک، دولت شاید یک بانک بد را برپا کند، که یک شرکت مدیریت دارایی دولتی جدید است و دارایی‌های فردی از یک یا چند بانک خصوصی را می خرد، تا نسبت اوراق بنجل در سبد دارایی‌ها را کاهش دهد، و سپس به عنوان بستانکار در موارد محجوریت عمل می‌کند. البته این کار که ضرورتاً به ورشکستگی یارانه بدهی، پدیده خطرات اخلاقی را ایجاد می‌کند: بدهکاران می‌توانند وادار شوند که اعلام ورشکستگی کنند برای اینکه آن‌ها را واجد شرایط برای فروخته شدن به بانک بد کند.

روش‌های نظام مند:
برخی از روش‌های جلوگیری برای کل اقتصاد اعمال می‌شوند. اگر چه هنوز ممکن است نهادهای فردی ورشکسته شوند.
- سامانه‌های بیمه سپرده ، هر سپرده‌گذار را تا مقدار مشخصی بیمه می‌کنند، برای اینکه از پس اندازهای سپرده گذاران محافظت شود حتی اگر بانک ورشکسته شود. این روش انگیزه برای برداشت از سپرده را به خاطر برداشت از سپرده‌ها توسط دیگران را رفع می‌کند.[۱۷] البته سپرده گذاران ممکن است هنوز انگیزه برای برداشت از سپرده هایشان را داشته باشند زیرا از این می ترسند که دسترسی فوری به سپرده هایشان را در طول بازساماندهی بانک نداشته باشند.[۱۹] برای رهایی از چنین ترس‌هایی یک هجوم را به راه می اندازند، FDIC ایالات متحده عملیات دست اندازی اش را سری نگه می دارد، و دوباره شعبه‌هایی تحت مالکیت جدید در روز کاری بعد باز می‌کند.[۱۸] برنامه‌های بیمه سپرده دولتی می‌تواند غیر مؤثر باشد اگر دولت خودش دریابد که پول نقدش ته کشیده است.[۱۶].
- شرایط لازم سرمایه بانکی امکان محجوریت بانکی را کاهش می‌دهد. توافقنامه بازل 3 شرایط لازم سرمایه بانکی را تقویت می‌کند و ملزومات قانونی جدیدی را روی نقدینگی و اهرم مالی بانک معرفی می‌کند.
- بانکداری ذخیره کامل ، مورد فرضی است که در آن نسبت ذخیره 100% در نظر گرفته می‌شود و وجوه سپرده‌گذاری شده توسط بانک قرض داده نمی‌شوند مادامی که سپرده‌گذار حق قانونی برداشت عندالمطالبه را داشته باشد. تحت این رویکرد بانک‌ها وادار می‌شوند که سر رسیدهای وامهایشان و سپرده هایشان را مطابقت دهند، این کار به‌طور چشم‌گیری ریسک هجوم بانکی را کاهش می‌دهد.[۲۰][۲۱]
- یک جایگزین برای نظام بانکداری ذخیره کامل ملزومات نسبت ذخیره است، که نسبت سپرده‌هایی که یک بانک می‌تواند قرض دهد را محدود می‌کند، در نتیجه احتمال شروع هجوم بانکی را کاهش می دهد،چون با اتخاذ این روش، ذخایر بیشتری برای تأمین درخواست برداشت از سپرده‌ها وجود دارد.[۲۲] این کار روی نسبت بانکداری ذخیره جزئی حدی قائل می‌شود.
- شفافیت ممکن است که به جلوگیری از بحران‌های پخش شده از راه نظام بانکداری یاری رساند. در مورد بحرانهای اخیر، پیچیدگی خیلی زیاد انواع خاص دارایی‌ها برای مشارکت کنندگان در بازار آن را دشوار ساخت که دسترسی به نهادهای مالی که سر پا بمانند را داشته باشند،و این بحران را به خاطر بی میلی بیشتر نهادها به قرض دادن به یکدیگر تشدید کرد.
- بانک‌های مرکزی به عنوان آخرین وام دهنده عمل می‌کنند. برای جلوگیری از یک هجوم بانکی ، بانک‌های مرکزی ضمانت می‌کنند که وام‌های کوتاه مدت به بانک‌ها می دهند. اگر بانک‌ها از نظر اقتصادی مناسب رشد و ترقی باشند، همیشه نقدینگی کافی برای از عهده بر آمدن سپرده هایشان را دارند.[۱۷] کتاب والتر باگِهات Lombard Street تجزیه و تحلیل نقش آخرین وام دهنده بودن بانک مرکزی را ارائه می‌کند.

نقش آخرین وام دهنده، و وجود بیمه سپرده، هر دو، پدیده خطرات اخلاقی را ایجاد می‌کنند، زیرا این دو کار، انگیزه بانک‌ها برای دوری کردن از دادن وام‌های پر ریسک را کاهش می دهند. با وجود این این دو روش، اقداماتی استاندارد هستند، در حقیقت این باور وجود دارد که مزیت‌های جلوگیری مشترک معمولاً بر هزینه‌های ریسک‌پذیری افراطی می چربد.
روش‌هایی که برای جلوگیری از وحشت بانکی به کار می روند، به چند دلیل شکست خورده اند:
- اعلان کردن تعطیلی اضطراری بانک
- آگهی‌های بانک مرکزی و دولت از افزایش اعتبار، وام‌ها یا نجات‌های مالی برای بانک‌های آسیب پذیر.